# Rozmiazg kolweński

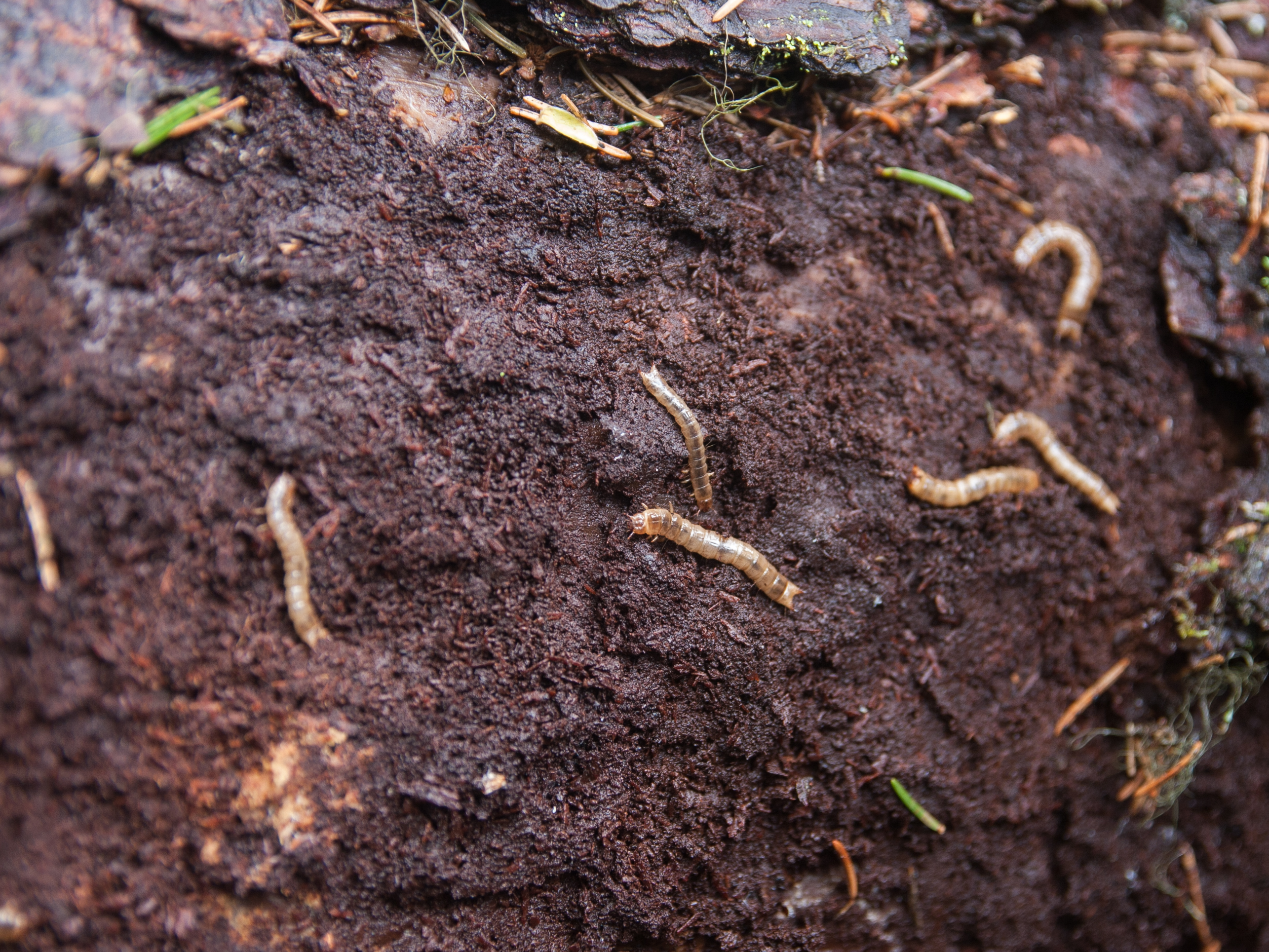
Larwy

Rozmiazg kolweński (Pytho kolwensis) – gatunek chrząszcza z rodziny rozmiazgowatych (Pythidae). 

## Opis

### Owad dorosły
Ciało błyszczące, czarne, silnie grzbietobrzusznie spłaszczone, długości 10–17 mm. Głaszczki, końce goleni i stopy brunatne. Czułki również brunatne, nitkowate, 11-członowe, osadzone przed oczami. Żuwaczki są długie, kanciasto zagięte, dwuwierzchołkowe. Przedplecze w zarysie owalne, szersze niż dłuższe, węższe od pokryw, między jego środkiem a bokami znajdują się głębokie półkoliste wgniecenia. Na każdej z pokryw, za nasadą, występuje 10 długich, podłużnych rowków punktowanych na dnie, które sięgają prawie do wierzchołka pokryw.

### Młodsze stadia rozwojowe
Jaja są wrzecionowate, okrągłe w przekroju. Ubarwienie ich matowego chorionu jest kremowe.
Larwy po wykluciu mają 2,5 mm, a w pełni wyrośnięte osiągają od 30 do 43 mm długości. Mają wydłużone, silnie grzbietobrzusznie spłaszczone i mocno zesklerotyzowane ciało o barwie ciemnooliwkowej, szarobrunatnej lub (u młodszych) żółtej z ciemniejszymi plamami na tergitach i sternitach. Ich żółta głowa wyposażona jest w trójczłonowe czułki i pięć par przyoczek ustawionych w dwóch rzędach. Rdzawobrunatne, dwuzębne żuwaczki mają przyciemnione krawędzie wewnętrzne z ostrym retynakulum w części molarnej. Tergity segmentów odwłokowych do ósmego włącznie zaopatrzone są w listewki podłużne o długości nieprzekraczającej 10% długości danego segmentu oraz w bruzdę środkową. Dziewiąty segment odwłoka ma na górnej powierzchni 10–12 dużych zębów rozmieszczonym w nieregularnym łuku oraz parę dużych wyrostków haczykowatych z dużymi zębami na wewnętrznych krawędziach, spośród których tylny jest blisko dwukrotnie mniejszy niż przedni.
Poczwarki mają od 13 do 23 mm długości, są owalne, 3 do 4 razy dłuższe niż szerokie, od spodu wklęsłe, z wierzchu nieco sklepione, początkowo kremowe, z czasem brunatniejące. Ich najszersze pośrodku przedplecze cechują silnie wyniesione boki, wąska bruzda środkowa, para kanciasto załamanych bruzd bocznych, grube kolce na brzegach przednim i bocznych oraz najdłuższy z kolców osiągający ⅓ długości przedplecza. Odwłok ma po cztery stykające się podstawami kolce na każdej krawędzi bocznej tergitu.

## Biologia i ekologia
W maju samica składa jaja w chodniki po larwach kornika; larwy ze względu na swoją budowę nie mają zdolności drążenia chodników. Wylęg odbywa się po około dwóch tygodniach. Większe larwy opuszczają chodniki korników przechodząc do korytarzy pozostawionych po kózkowatych. Żerowanie larw trwa od 3 do 5 lat; larwy osiągają w tym czasie długość około 40 mm. Przepoczwarczenie następuje w zbudowanej pod korą owalnej kolebce poczwarkowej. Po 2–3 tygodniach, od lipca do września, wylęgają się dorosłe chrząszcze, które zimują pozostając w komorach poczwarkowych. Dorosłe chrząszcze wygryzają się na zewnątrz od kwietnia do maja, gdzie po kopulacji i złożeniu jaj giną. Gatunek jest reliktem lasów pierwotnych, związanym z drzewostanem świerkowym, rosnącym na terenach silnie wilgotnych. Rozwój odbywa się pod korą powalonych drzew. Zarówno larwy jak i owady dorosłe odżywiają się rozłożonym łykiem i drewnem świerka, również trocinami i odchodami innych owadów żerujących tam wcześniej.

## Rozprzestrzenienie
Gatunek północno-euroazjatycki; od Amuru do Europy północno-wschodniej. Wszędzie występuje na rozproszonych stanowiskach. W Europie stwierdzony w Szwecji, Finlandii, Estonii, Karelii i Polsce. 
W Polsce jedyne stanowiska znajdują się w Puszczy Białowieskiej. Notowany w kilku oddziałach leśnych, głównie w latach 1954–1955, następnie w roku 1993 i 1999 lub 2000 r. W roku 2013 przeprowadzono monitoring na dwóch stanowiskach w Białowieskim Parku Narodowym, potwierdzając występowanie gatunku na jednym z nich.

## Zagrożenie i ochrona
W Polsce rozmiazg kolweński objęty jest ścisłą ochroną gatunkową. Znajduje się na Czerwonej liście zwierząt ginących i zagrożonych w Polsce oraz Polskiej czerwonej księdze zwierząt; w obu ze statusem CR – krytycznie zagrożony. Uwzględniony jest również w załączniku II do dyrektywy siedliskowej.
Głównym niebezpieczeństwem dla tego gatunku jest usuwanie bądź korowanie powalonych drzew lub ich fragmentów. Zagraża mu również osuszanie siedlisk poprzez działania melioracyjne. W lasach użytkowanych gospodarczo nie ma możliwości rozwoju.